# Graphis elixiana
Graphis elixiana är en lavart som beskrevs av A. W. Archer. Graphis elixiana ingår i släktet Graphis och familjen Graphidaceae.   Inga underarter finns listade i Catalogue of Life.